# Taktakenéz
Taktakenéz je vas na Madžarskem, ki upravno spada pod podregijo Szerencsi Županije Borsod-Abaúj-Zemplén.